# (6420) Riheijyaya
(6420) Riheijyaya est un astéroïde de la ceinture principale.

## Description
(6420) Riheijyaya est un astéroïde de la ceinture principale. Il fut découvert le 14 décembre 1993 à Oizumi par Takao Kobayashi. Il présente une orbite caractérisée par un demi-grand axe de 3,00 UA, une excentricité de 0,10 et une inclinaison de 8,9° par rapport à l'écliptique.

## Compléments